# Syndyas sola
Syndyas sola är en tvåvingeart som beskrevs av Jones 1940. Syndyas sola ingår i släktet Syndyas och familjen puckeldansflugor.
Artens utbredningsområde är Uganda. Inga underarter finns listade i Catalogue of Life.